# Protostrator
Prōtostratōr (srednjeveškogrško πρωτοστράτωρ) je bil bizantinski dvorni urad, ki izvira iz naslova cesarskega hlevskega mojstra. Bližina cesarju je privedla do zelo vidne vloge v cesarskih ceremonijah in je služila kot odskočna deska za več sposobnih posameznikov, kot sta bila Manuel Armenec ali bodoča cesarja Mihael II. Amorijec in Bazilij I. Makedonec, da so dosegli najvišje položaje. Od sredine 11. stoletja je položaj postal vse pomembnejši in je postal bolj častno dostojanstvo za višje člane dvora kakor dejanska služba. Od 13. stoletja naprej je položaj lahko opravljalo več oseb in je bil na osmem mestu v skupni hierarhiji dvora. V svoji zgodovini je bil to naziv, ki so ga pogosto nosili višji vojaški poveljniki. Ženska oblika naziva, ki so ga dajali ženam prōtostratores, je bila prōtostratorissa (πρωτοστρατόρισσα).

## Zgodovina in evolucija
Naslov pomeni 'prvi stratōr, kar odraža prvotno naravo urada kot vodje cesarskega reda (taxis) stratores (srednjeveškogrško στράτορες, dob. 'konjušnik'), ki so tvorili schola stratorum, kot je potrjeno za osebje pretorijanskega prefekta Afrike v 6. stoletje. Domestikos tōn stratorōn se pojavi pod Justinijanom II. (vladal 685–695, 705–711) in prōtostratōr Opsikiona z imenom Roufos leta 712. Prvi nosilec položaja, ki se omenja kot razmeroma pomembna osebnost, pa je spatarij Konstantin, sin patrikija Bardana, omenjen na koncu seznama žrtev ikonoklastičnega preganjanja pod Konstantinom V. Kopronimim (vladal 741–775) leta 765. Spatarij Konstantin je tudi prvi znani nosilec položaja cesarskega prōtostratōrja (no βασιλικός πρωτοστράτωρ, latinizirano: basilikos prōtostratōr, dob. 'kraljev protostrator').
V srednjem bizantinskem obdobju (do poznega 11. stoletja) uradno mesto cesarskega prōtostratōrja v hierarhiji ni bilo visoko, vendar je njegova bližina cesarju omogočila hiter vzpon, kot je prikazano v karieri Manuela Armenca ali bodočih cesarjev Mihaela II. in Bazilija I. Makedonskega. V Filotejevem Kletorologiju iz leta 899 je zapisan kot eden izmed 'posebnih dostojanstev' (axiai eidikai) in uvrščen na 48. mesto med šestdesetimi najvišjimi uradniki palače. Imetniki tega položaja so si lahko prizadevali za nekatere najvišje sodne položaje, kot sta anthypatos patrikios ali protospatarij. Cesarski prōtostratōr je imel vidno mesto v javnih slovesnostih, jezdil je poleg cesarja na procesijah (skupaj z njegovim nadrejenim, mojstrom hleva) ali med lovom. Med pohodi sta skupaj s mojstrom hleva ob cesarskem šotoru stala poleg treh stratorjev z vprežnimi konji. V zmagoslavnih procesijah od Velike palače do Konstantinovega foruma je nosil cesarjev prapor (flammoulon), pred cesarjem od dvorane konzistorija do foruma, in položil cesarsko kopje na vrat ujetih arabskih voditeljev. Ob določenih priložnostih je imel celo nalogo predstaviti tuje odposlance na cesarski avdienci.
V 9.–11. stoletju so njegovi podrejeni vključevali [basilikoi] stratores (»cesarski konjušnik«), armophylakes (ὰρμοφύλακες, »varuhi oborožitve« ali morda »kočij«, od armatophylakes, po Nikolaosu Oikonomidesu), in tri stablokomētes (σταβλοκόμητες, "hlevski mojstri"), eden "iz mesta" (σταβλοκόμης τῆς πόλεως, stablokomēs tēs poleōs, tj. iz Konstantinopla) in dva druga, verjetno iz velikih cesarskih hlevov pri Malagini.
Do sredine 11. stoletja pa se zdi, da je položaj postal še pomembnejši in je bil zdaj podeljen kot častno dvorno dostojanstvo uglednim članom dvora. Tako je bil okoli leta 1042 Romanos Skleros, brat najljubše ljubice cesarja Konstantina IX. Monomaha (vladal 1042–1054), povišan v čin magister officiorum ter prōtostratōrja in grofa Antiohije. V obdobju Komnenov (1081–1185) se je položaj še bolj povzpel v dvorni hierarhiji, tako da je zgodovinar Nikefor Brijenij mlajši lahko pripomnil, da je bila »ta služba vedno pomembna za cesarje in je bila podeljena najvišjim osebam«, medtem ko Zonaras, zgodovinar iz 12. stoletja, piše, sklicujoč se na podelitev mesta Vasiliju Makedonskemu, da je »to dostojanstvo pripadalo uglednim osebam in sorodnikom cesarjev«. Med nosilci v obdobju Komnenov sta bila ugledna vojaška poveljnika Mihael Duka, svak Alekseja I. Komnena (vladal 1081–1118), in Aleksej Aksoh, ki se je poročil z nečakinjo Manuela I. Komnena (vladal 1143–1180).
V pisanju okoli leta 1200 je Niketas Honiates položaj izenačil z zahodnim maršalom in zdi se, da se je uporabljal zamenljivo s slednjim nazivom v Latinskem cesarstvu in drugih latinskih državah, nastalih po četrti križarski vojni. Urad je še naprej obstajal v obdobju Paleologov do padca Konstantinopla leta 1453. Ostal je eden najvišjih državnih dostojanstev, saj je bil na osmem mestu v hierarhiji, čeprav ga je od poznega 13. stoletja dalje lahko imelo več oseb.
V Knjigi uradov Pseudo-Kodina iz sredine 14. stoletja je prōtostratōr peti najvišji necesarski urad (in osmi nasploh), ki prihaja za megas doux in pred megas logothetes. Njegove službene oznake so bile podobne tistim pri megas douxu, to je bogata svilena tunika kabadion, zlato-rdeč skiadionski klobuk, okrašen z vezeninami v slogu klapotona, brez tančice, ali kupolast skaranikon klobuk, spet v rdeči in zlati barvi in okrašen z zlato žico, s portretom cesarja, ki stoji spredaj, in drugega, ki je ustoličen v zadaj. Razlikovalo se je le njegovo uradno osebje (dikanikion), pri čemer so bili samo zgornji izrezljani vozli v zlatu, ostali pa v srebru. Gumbi na palici so ostali zlati, obrobljeni s srebrno pletenico. Po Pseudo-Kodinosu je prōtostratōr ohranil nekatere funkcije, večinoma ceremonialne, ki odmevajo njegov izvor kot mojster hlevov: nosil je cesarjev meč, vodil je cesarjevega konja, ko je zapustil palačo, čeprav je dejanska odgovornost za cesarjeve konje zdaj ostala s komēs tōn basilikōn hippōn ("mojster cesarskih konj"). V vojni je bil prōtostratōr odgovoren za iregularne enote (»tiste, ki nimajo ne reda ne svojega prapora«) in tabornike, ki so bili pred vojsko.
Naslov je izpričan tudi v srednjeveškem kraljestvu Gruzije, kjer ga je imel svanetski vojvoda (eristavi) Iovane Vardanisdze pod kraljem Davidom IV. Gruzijskim (vladal 1089–1125). Različica naslova, stratoros, se je uporabljala tudi v ciprskem kraljestvu v 15. stoletju.